# L'One
L'One, pseudonimo di Levan Emzarovič Gorozija (in russo Леван Емзарович Горозия?; Krasnojarsk, 9 ottobre 1985), è un rapper russo, di origini georgiane e fondatore del gruppo musicale Marselle.

## Biografia
Levan è nato nel 1985 a Krasnojarsk, dalla quale dopo pochi anni si è trasferito nella città di Jakutsk, dove ha iniziato la propria carriera. Da adolescente ha partecipato alla squadra nazionale di basket della Repubblica di Yacuzia, ma dopo essersi procurato un trauma e aver lasciato lo sport, si dedica pienamente all'attività musicale. Nel 2005 si trasferisce a Mosca e insieme al rapper Nel fonda il gruppo Marselle. Il gruppo è stato conosciuto grazie alla canzone «Москва»-"Mosca", che è comparsa per molto tempo nelle top-chart di radio nazionali. Nel 2008 partecipa al programma televisivo «БиTVа за Респект»-"Battaglia per il Rispetto", mandato in onda dal canale televisivo Muz TV. Nello stesso anno viene realizzato il primo mixtape del gruppo: "Mars FM", alla cui realizzazione hanno preso parte artisti di rilievo della scena hip hop russa. Nel 2009 viene realizzata la raccolta di brani «Phlatline in da building», dedicata al quinto anniversario del gruppo. Nel 2010 viene prodotto un nuovo mixtape di L'One, "L". Il 31 marzo 2011 la Marselle cessa la collaborazione con il gruppo Phlatline. Dal 18 maggio 2012 L'One diventa ufficialmente membro del label Black Star di Timati (ora di Egor Krid). L'One crea una propria linea di abbigliamento, la Cosmokot , che si fonde con la Black Star Wear. Nel settembre del 2016 viene presentato l'album «Гравитация»-"Gravitazione", che viene classificato come il miglior album dell'anno da molti giornali.. Nel 2019, il rapper, lascia la casa discografica Black Star.

## Vita personale
L'artista è sposato con Anna Gorosina, che aveva conosciuto molto tempo prima di iniziare la propria carriera da solista. I due nel 2013 hanno un figlio, che viene chiamato Mikhail.
Levan ha frequentato la facoltà di Giornalismo all'Università di Mosca.

## Discografia

### Album di studio
- 2008 – Mars
- 2013 – Sputnik
- 2014 – Odinokaja Vselennaja
- 2016 – Gravitacija

### Album dal vivo
- 2015 – Avtoljubitel'
- 2016 – S samych nizov

### Mixtape
- 2008 – Mic on Mars
- 2008 – My v klube (con ST e MC Levan)
- 2009 – Phlatline in da Building (con ST)
- 2010 – L